# 빅토르 파비치치

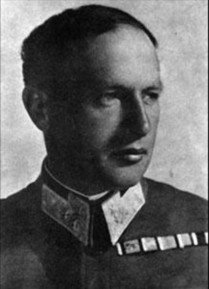
1940년대 초

빅토르 파비치치(Viktor Pavičić, 1898년 10월 15일 ~ 1943년 1월 20일)는 제2차 세계 대전 당시 크로아티아 독립국의 군인으로 동부 전선의 스탈린그라드 전투에 참전했다. 연대의 지휘관으로 이전 사령관 이반 마크루지와 1월 15일 교체되었으나 스탈린그라드에서 의문사했다.

## 죽음에 관한 추측
그의 죽음에 관해서는 많은 설들이 난무하지만, NKVD에 의해 죽었다는 설이 가장 지배적이다.